# Фарноль, Фабьен
Фабьен Фарноль (фр. Fabien Farnolle; 5 февраля 1985 года, Бордо) — бенинский футболист, вратарь. Выступал за сборную Бенина.

## Клубная карьера
Родившийся в Бордо Фабьен Фарноль присоединился к футбольному клубу «Бордо» в возрасте десяти лет. В 2002 году, в возрасте 17 лет, он был переведён в главную команду клуба. Но его пребывание там было недолгим, и юный вратарь был отправлен в резервную команду «Бордо», где он оставался в течение всего своего первого периода пребывания в этом клубе. Но и за резерв Фарноль провёл всего лишь 15 матчей за три сезона. Летом 2005 года он перебрался в Португалию, где подписал контракт с клубом Примейры «Витория» из Сетубала.
Фарноль произвёл впечатление на тренера Луиша Нортона ди Матуша, который включил его в первую команду клуба, где его конкурентами за место в основном составе были Марсело Моретто и Марку Табуаш. Несмотря на расположение к нему главного тренера он проиграл в этой конкуренции Марсело Моретто и был отправлен в резервную команду «Витории», которая в то время играла в португальском Втором дивизионе.
После окончания сезона 2005/06 Фарноль вернулся во Францию, перейдя в «Кевийи», где пребывал в течение одного сезона. В течение следующих нескольких сезонов он сменил несколько клубов в стремлении занять место основного голкипера. В этот период бенинец также вернулся в «Бордо, где вновь был низведен до его резервной команды. Летом 2010 года он перешёл из «Бордо в команду Лиги 2 «Клермон», где он сумел стать основным голкипером.
В феврале 2015 года Фарноль подписал контракт сроком на три года с румынским «Динамо» из Бухареста. Он сыграл за него всего один матч, в Кубке Лиги, затем обосновавшись на скамейке запасных, и через два месяца решил расторгнуть соглашение с клубом. В сезонах 2015/2016 и 2016/2017 Фарноль защищал ворота «Гавра» во Лиге 2.
В июне 2017 года Фарноль подписал контракт с клубом «Ени Малатьяспор», дебютировавшим тогда в турецкой Суперлиге.

## Карьера в сборной
Фабьен Фарноль приглашался в сборную Франции по футболу до 18 лет.
В 2012 году он получил приглашение от Бенинской федерации футбола выступать за сборную Бенина, так как имел бенинское происхождение, хотя и родился во Франции. После своего согласия он был выбран тогдашним главным тренером сборной Мануэлем Аморосом для первой международной игры Бенина в том году. Фарноль дебютировал за сборную 29 февраля в матче отборочного турнира Кубка африканских наций против Эфиопии.